# برمه (کومونه)
برمه (به ایتالیایی: Breme) یک کومونه در ایتالیا است که در استان پاویا واقع شده‌است. برمه ۱۹٫۲ کیلومتر مربع مساحت و ۸۸۹ نفر جمعیت دارد و ۱۰۱ متر بالاتر از سطح دریا واقع شده‌است.